# 25개조 강령
25개조 강령(독일어: 25-Punkte-Programm)은 국가사회주의 독일 노동자당(나치당)의 정치 강령이다.
1920년 2월 24일 뮌헨 호프브로이하우스(Hofbräuhaus)에서 열린 독일 노동자당 집회에서 아돌프 히틀러가 발표하였으며 안톤 드렉슬러, 아돌프 히틀러, 고트프리트 페더, 디트리히 에카르트가 강령을 작성하였다. 독일 노동자당은 나중에 정당 명칭을 민족사회주의 독일 노동자당으로 변경하게 된다.

## 강령의 등장
나치당의 전신인 독일 노동자당은 창설자인 안톤 드렉슬러가 기초한 원칙은 있었지만 강령은 존재하지 않았다. 이 원칙에는 숙련 노동자 보호에 의한 중산층 확대, 불로소득 반대, 유대교에 대한 적대 등이 포함되어 있었고 당을 독일인 지도자에 의해 지도되는 사회주의적 조직이라고 규정하고 있었다.
1919년에 독일 노동자당에 입당한 아돌프 히틀러는 정력적인 활동을 펼치며 당내 위상을 급속히 높여갔다. 히틀러는 강령 수립 등을 통해 당의 운동을 확대해야 한다고 주장했고 툴레 협회의 지지를 받아 간접적인 영향 확대를 목적으로 하던 제1의장인 카를 하러와 대립했다. 히틀러는 드렉슬러와 결탁하고 정당 규칙을 개정해 하러를 추방했다. 후계 의장이 된 드렉슬러와 히틀러는 강령 책정 5인 위원회를 구성해 당 강령 책정을 검토하기 시작했다.
나치 독일 시절에는 히틀러가 혼자서 작성한 것으로 알려졌지만 현재는 사실로 보이지 않는다. 헤르만 에서는 강령의 책정 과정에서 히틀러가 관여하지 않았다고 주장했지만 드렉슬러가 히틀러와 함께 책정했다고 밝혔기 때문에 최종적으로는 드렉슬러와 히틀러가 강령을 정리했다고 보고 있다. 독일의 역사학자인 콘라트 하이덴에 의하면 외교 정책은 아돌프 히틀러가, 이자 제도 타파의 주장은 고트프리트 페더가, 인종 정책은 디트리히 에카르트가, 국유화 정책은 안톤 드렉슬러가 주장했다고 한다.
완성된 강령은 1920년 2월 24일에 뮌헨 호프브로이하우스에서 열린 당대회에서 발표되었다. 발표를 한 사람은 히틀러였고 한 항목마다 청중이 이해하는지 물었다. 히틀러는 저서인 《나의 투쟁》에서 강령 하나 하나를 발표할 때마다 높아지는 환호성과 함께 만장일치로 승인되어 채택되었다고 언급했지만 당시 경찰 기록에 따르면 이따금 반대파와 지지자들 사이에 소란이 일었지만 연설 말미에는 언제까지나 계속되는 폭풍 찬성의 소리가 일어났다고 한다. 청중 가운데 한 사람이었던 한스 프랑크는 독일의 운명을 지배하는 자가 있다면 히틀러를 제외하고는 달리 없다고 느꼈다고 기술하고 있다.
1921년 7월 29일에 히틀러가 제1의장이 되면서 독재 권력을 잡자 당 강령의 의의는 희미해져 갔다. 1923년에 일어난 뮌헨 폭동으로 인하여 히틀러가 수감된 이후에 그레고어 슈트라서 등 나치당 내 좌파 진영은 하노버 회의에서 사회주의 색채를 강화하는 강령 개정안을 내놓았다. 그러나 기성 세력과의 관계는 당의 세력 확장에 중요하다고 생각한 히틀러는 밤베르크에서 개최된 밤베르크 회의에서 지도자 원리를 강조하며 반대파를 침묵시켰다. 이 회의에서 강령은 불변의 것으로 여겨졌지만 히틀러는 지도자원리에 따라 강령을 유명무실화해 갔다.
히틀러는 1926년에 출판된 《나의 투쟁》 제2부에서 강령은 논리적으로 완전하다고 할 수는 없다면서도 강령이라는 것은 정당의 신조이며 신조는 결코 변경되어서는 안 된다고 했다. 히틀러는 강령을 변경하려고 시도하면 당내에 내분을 초래할 뿐이며 당원의 신념에 동요를 초래할 뿐이라고 했다.

## 강령 내용
1. 우리는 민족 자결의 이념에 따라 모든 독일인이 대독일로 결집할 것을 요구한다.
2. 우리는 다른 나라에 대한 독일 민족과의 동등한 권리, 베르사유 조약 및 생제르맹 조약의 폐지를 요구한다.
3. 우리는 민족을 부양하며 과잉 인구를 이주시키기 위한 토지(식민지)를 요구한다.
4. 게르만 민족만이 시민이 될 수 있다. 종파에 관계 없이 게르만족의 피를 이어받은 사람만이 시민이 될 수 있다. 따라서 유대인은 민족의 일원이 될 수 없다.
5. 비시민은 개인의 자격으로서만 독일 국내에 거주할 수 있으며 외국인 법률을 적용해야 한다.
6. 국가의 지도와 법률에 의해 규정된 권리는 시민만이 가진다. 그러므로 우리는 어떠한 공직도 국가나 주, 지방 자치체를 불문하고 시민에 의해서만 차지할 수 있도록 요구한다. 우리는 인물과 능력이 무시되는 정당에 점령된 의회의 모습에 투쟁한다.
7. 우리는 국가가 가장 먼저 국민의 생활 수단에 대해 배려할 것을 요구한다. 국가의 모든 인구를 부양하는 것이 불가능하다면 외국 국적을 가진 사람(독일 국민이 아닌 사람)은 국외로 추방시킨다.
8. 더 이상 비독일인의 이민을 제한하여야 한다. 우리는 1914년 8월 2일 이후에 독일로 이주한 비독일인을 즉시 국외로 추방할 것을 요구한다.
9. 모든 시민은 동등한 권리와 의무를 향수한다.
10. 시민의 첫 번째 의무는 정신적이나 육체적으로 창조해야 한다. 각자의 활동은 공공의 이익에 반해서는 안 되며 전체의 틀에서 이익을 가져와야 한다. 때문에 우리는 다음과 같은 조항을 요구한다.
11. 우리는 불로 소득의 철폐와 기생 지주의 타도를 요구한다.
12. 모든 전쟁에서 민족이 치른 재산과 피의 막대한 희생을 고려할 때 전쟁에 의한 개인적인 이득은 민족에 대한 범죄로 간주해야 한다: 그러므로 우리는 모든 전시 이득의 회수를 요구한다.
13. 우리는 모든(이전의) 산업의 국유화를 요구한다.
14. 우리는 대기업의 이익 분배를 요구한다.
15. 우리는 노령 연금의 대폭적인 강화를 요구한다.
16. 우리는 건전한 중산층의 육성, 대규모 소매점의 즉시 공유화, 소규모 경영자에 대한 염가 임대, 모든 소규모 경영자를 최대한으로 고려한 국가, 주 및 지방 자치체에 대한 납품을 요구한다.
17. 우리는 국민의 요구에 적합한 토지 개혁, 공익 목적을 위한 토지의 무상 수용법 제정, 지대 징수 금지, 토지 투기의 제한을 요구한다.
18. 우리는 공공의 이익을 해치는 활동에 대한 가차 없는 투쟁을 요구한다. 고리대금 등 민족에 대한 범죄자는 종파나 인종에 관계 없이 모두 가차 없이 처벌한다.
19. 우리는 유물주의 세계 질서에 봉사하는 로마법을 대체하는 게르만법을 요구한다.
20. 높은 교양을 익히고 그것에 따른 지도적 지위에 오를 수 있는 유능하고 근면한 독일인에 대해서는 국가가 우리 민족의 교육 제도 전반을 조달하도록 철저히 확충한다. 모든 교육 기관의 수업 계획은 실생활에 맞는 것을 필요로 한다. 국가 사상의 이해는 이미 학교를 통한 이해를 시작해야 한다. 우리는 소질이 있는 가난한 부모님의 자제에 대해 그 지위나 직업에 관계 없이 국비로 하는 직업 교육을 요구한다.
21. 국가는 민족의 건강을 향상시키기 위해 어머니와 어린이의 보호, 아동 노동의 금지, 체육 활동의 의무를 법률로 정함으로써 육체 단련을 제공해야 하며 육체적 청소년 전문 교육에 종사하는 단체를 최대한 지원해야 한다.
22. 우리는 용병 부대의 폐지와 국민군의 창설을 요구한다.
23. 우리는 고의적인 정치적 허위 보도에 대한 법적 투쟁을 요구한다. 우리는 게르만적인 보도 기관을 설립하여 다음과 같은 조항을 요구한다:
a. 독일어로 발행되는 신문의 모든 기자와 투고자는 독일인이 아니면 안 된다.
b. 독일 이외에서 발행되는 신문은 발행에 대해 국가의 명확한 허가를 필요로 한다. 독일어로 발행해서는 안 된다.
c. 비독일인이 독일 신문에 대한 재정 참여 및 영향력을 행사하는 것을 법률에 의해 금지한다. 이를 위반한 신문 기업은 폐쇄하며 간여한 비독일인은 즉시 추방을 요구한다.
d. 공공의 이익에 반하는 신문은 금지된다. 우리는 우리 민족 생활에 퇴폐적인 영향을 주는 예술·문학적 경향 및 행사에 대한 합법적 투쟁을 요구하며 상술한 위반에 대한 법적 투쟁을 요구한다.
24. 우리는 어떠한 종교도 국가의 존속을 위태롭게 하지 않거나 게르만 민족의 선량한 풍속 및 도덕에 위배되지 않는 범위 안에서 모든 신앙의 자유를 요구한다. 우리 당 자체는 특정한 신념에 묶이지 않으며 적극적 기독교의 입장을 지지한다. 적극적 기독교는 우리 내외의 유대적·유물론적 정신과 투쟁하며 근본적으로 내면에서만 달성되는 우리 민족의 영원한 구제를 확신한다.
25. 우리는 국가에 강력한 중앙 집권 정부 설립을 요구한다. 우리는 국가와 의회, 조직 일반에 대한 절대적 권위를 요구한다. 우리는 국가의 법안을 각 연방주에 실시하기 위한 계급 및 직업별 위원회를 결성한다.

우리 당의 지도부는 상기의 조항이 각자의 생활에 필요하다면 이를 실행하는 것을 약속한다.

## 같이 보기
- 나치즘
- 슈트라서주의